# Oude Blokhuis
Het Oude Blokhuis was een burcht in de Nederlandse stad Harderwijk, provincie Gelderland. Van het Blokhuis zijn een toren en een poortgebouw bewaard gebleven. Beide gebouwen zijn een rijksmonument.
De benaming Oude Blokhuis kwam in de 16e eeuw in gebruik toen aan de oostzijde van de stad het Nieuwe Blokhuis werd gebouwd.

## Geschiedenis
Het Blokhuis is rond 1310 gebouwd door graaf Reinald I van Gelre. Hij had een stuk grond bij de stadsmuur verkregen en gebruikte dat om er zijn blokhuis te bouwen. In 1393 gaf de hertog het Blokhuis echter terug aan de stad Harderwijk, die het recht kreeg om er mee te doen wat men goeddunkte. Het Blokhuis werd ontmanteld, maar een toren en een poortgebouw werden opgenomen in de middeleeuwse stadsmuur.
De toren heeft in de loop der eeuwen diverse functies gehad. Zo werd het vanaf de 16e eeuw als woning gebruikt. In de 17e eeuw woonde de stadsbeul in de toren. Van 1763 tot 1811 werd de toren gebruikt door de Gelderse Munt, die er een atelier in onderbracht. Hierna fungeerde het gebouw als stadsboerderij.
De poort diende als opslagplaats. De doorgang is in de 15e eeuw dichtgemetseld. De poort wordt ook wel als ‘Vanghentoren’ aangeduid, maar er zijn geen aanwijzingen dat de poort ook echt als gevangenis is gebruikt. In ieder geval werd de poort verwaarloosd en in 1672 bleek het dak er af te zijn en was de poort begroeid met struiken. Van 1840 tot 1944 diende de poort als gaarkeuken voor de armen, die er ’s winters twee keer in de week soep konden halen. Deze functie gaf de poort de naam Soephuys.
Zowel de toren als de poort werden in de jaren 80 van de 20e eeuw gerestaureerd. De dichtgemetselde doorgang van de poort werd weer opengebroken en het gebouw werd opnieuw van een verdieping voorzien. Beide gebouwen zijn geschikt gemaakt voor particuliere bewoning.

## Beschrijving

### Toren
De toren heeft een afmeting van 12 bij 9 meter. Anno 2023 bestaat de toren uit één bouwlaag. Oude tekeningen geven aan dat er oorspronkelijk meer verdiepingen waren, met topgevels, een zadeldak en arkeltorentjes.

### Poortgebouw
Het poortgebouw maakt deel uit van de stadsmuur. Bij de restauratie in de jaren 80 van de 20e eeuw is de dichtgemetselde doorgang weer opengebroken. Het tongewelf in de doorgang is overigens niet origineel: oorspronkelijk bevond zich daar een kruisribgewelf.
De poort had bij aanvang van de restauratie geen verdieping. Uit onderzoek was naar voren gekomen dat er oorspronkelijk wel een verdieping is geweest, getuige een teruggevonden hameisleuf en een trapje dat ooit naar de verdieping heeft geleid.
De originele soepketel van het Soephuys is bewaard gebleven in het pand.

## Afbeeldingen

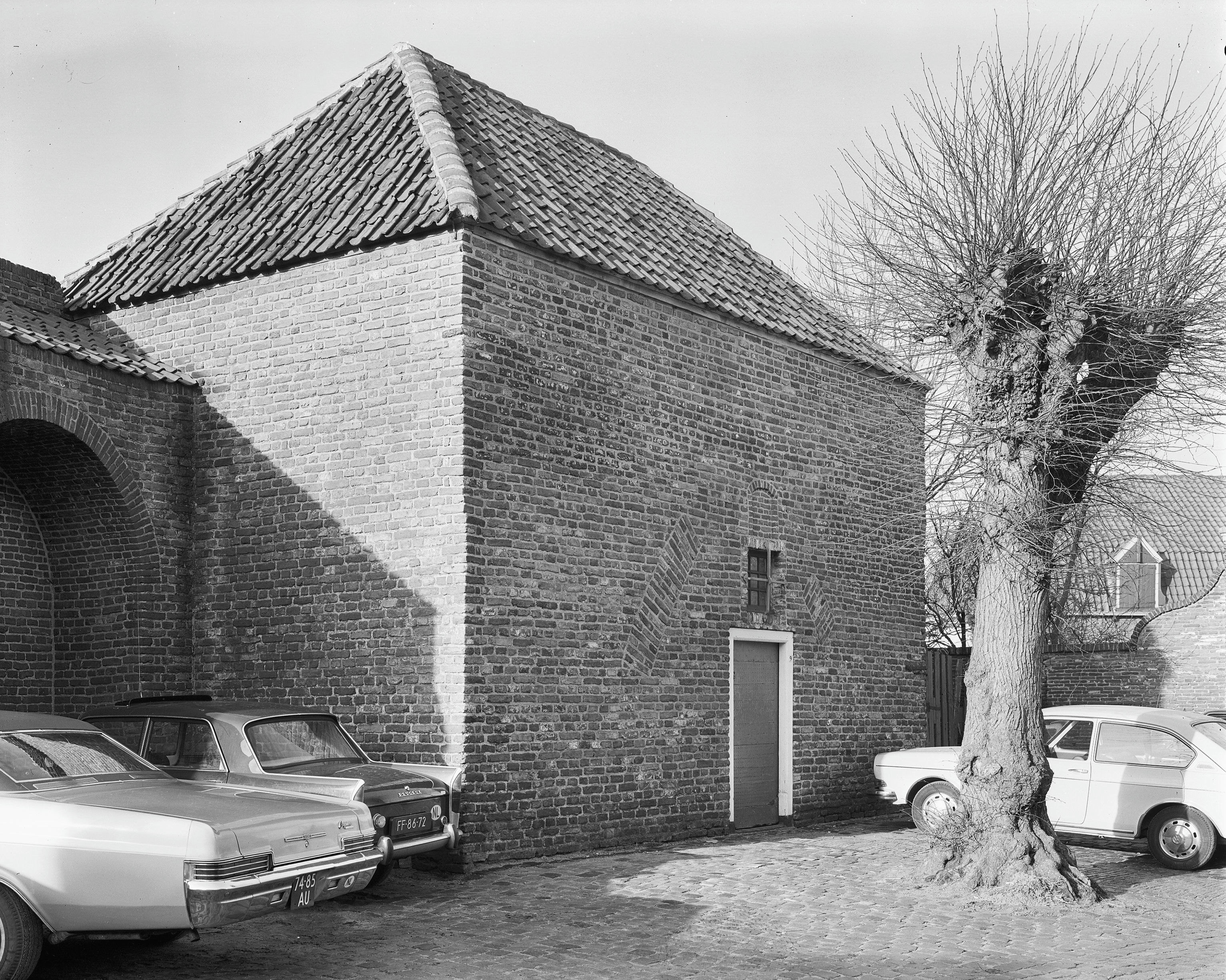
De poort van het Oude Blokhuis in 1969, met de nog dichtgemetselde doorgang
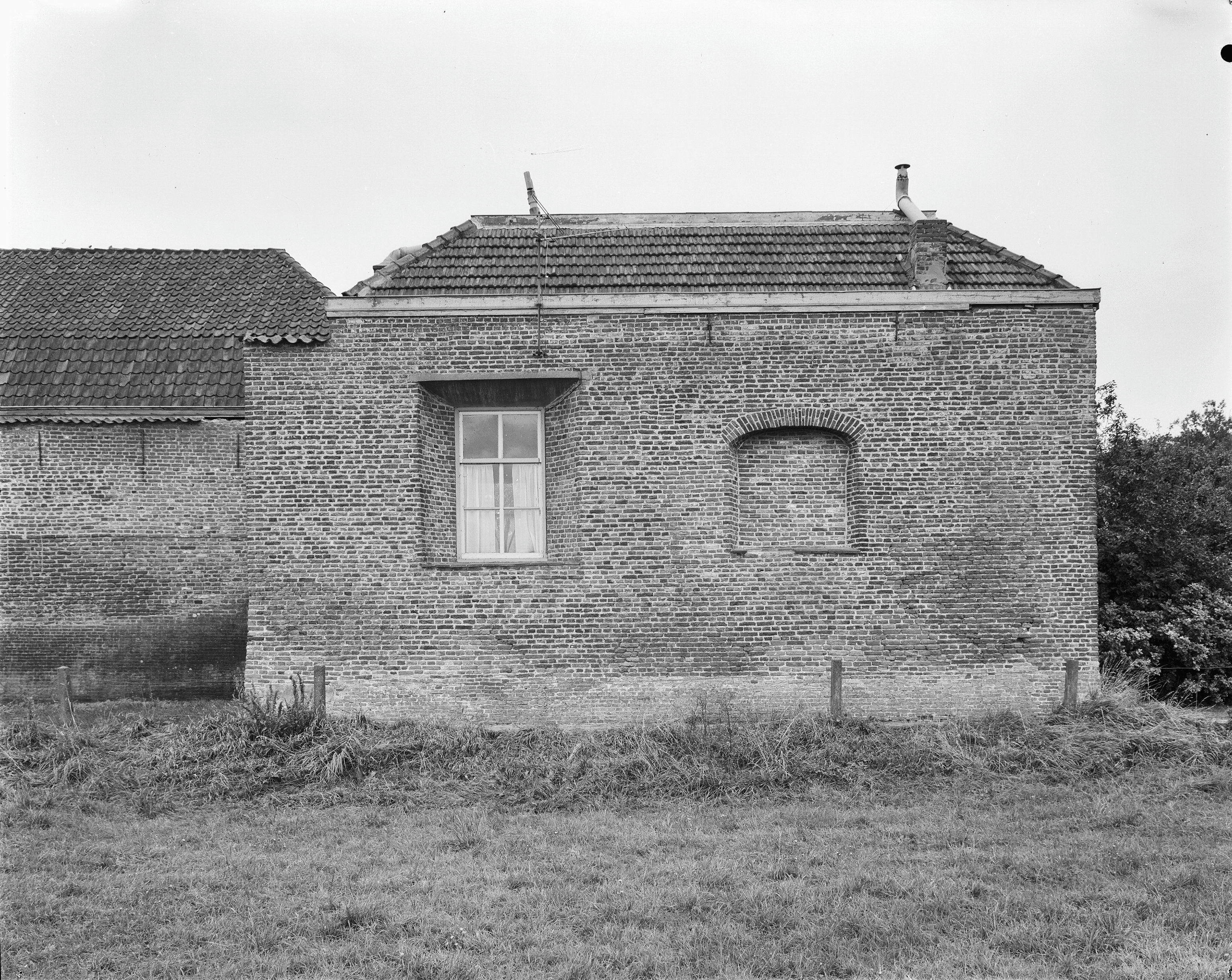
De toren van het Oude Blokhuis in 1971, nog voor de restauratie
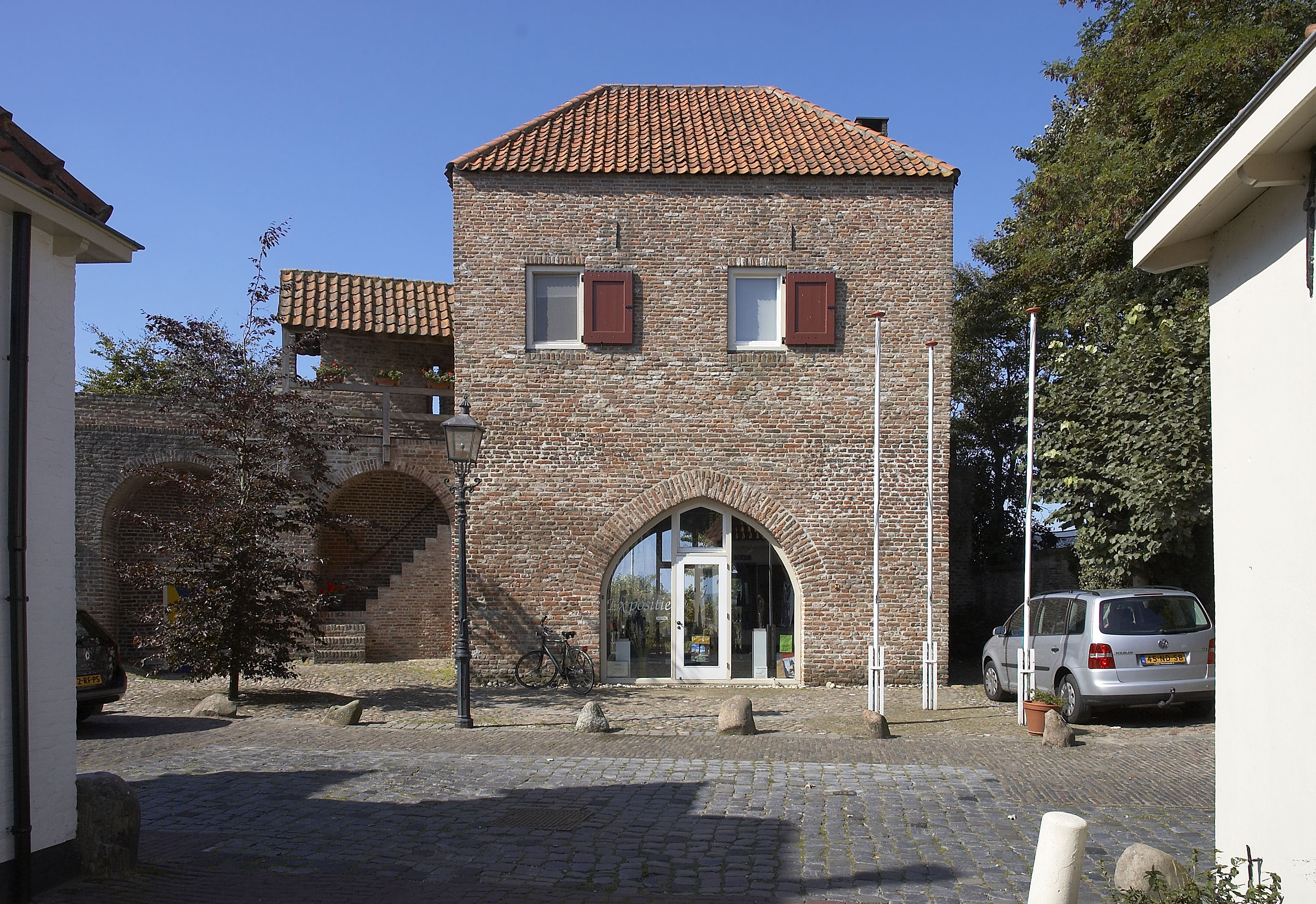
De poort van het Oude Blokhuis (2008)
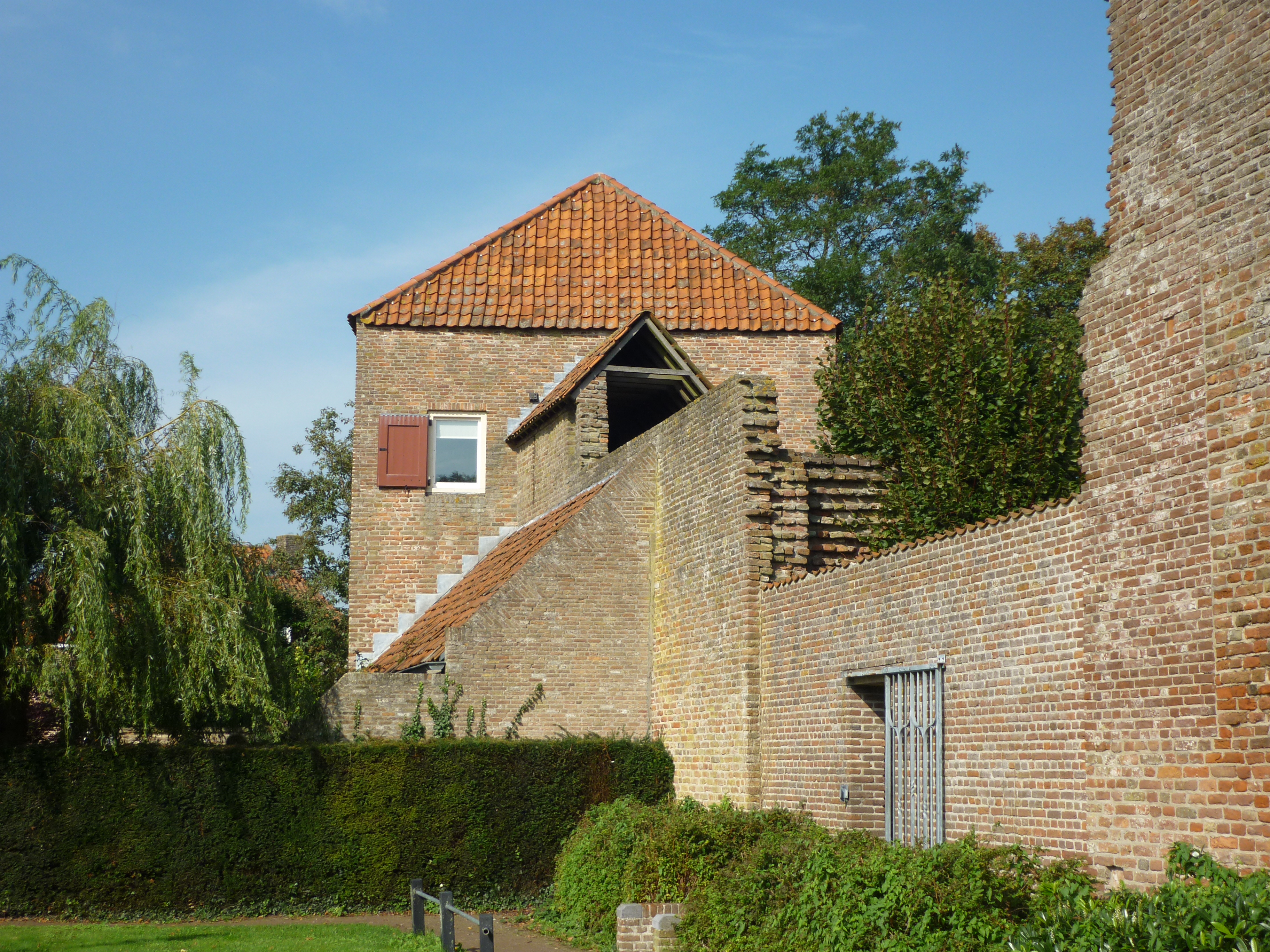
De poort van de zijkant gezien (2010)

Aalst · Aardenburg · Acquoy · Aerdt · Agistaldaburg · Ahof · Aldenhaag · Aller · Ambe · Ammersoyen · Ampsen · Andelst · Angeroyen · Appelburg · Appelse walburg · Appeltern · Arler · Baak · Babberich · Baer · Baerle · Bakerbosch · Balgoij · Barlham · Batenburg · Beek · Beerenclaauw · Bemmel · Bevervoorde · Bergh · Biljoen · Bingerden · Blankenborg (Laren) · Blankenborg · Blauwe Huis · Blokhuis (Ravenswaaij) · Boelenham · Boetselaersborg · Borculo · Boswaai · Brakel · Den Brakel · Den Bramel · Bredevoort · Broekhuizen · Bronkhorst · Bruchem · Bruinhorst · Brunsberg · Bulkestein · Bunswaard · Burcht van Tiel · Buren · De Buurse · Byland · Byvanck · Caetshage · Camphuysen · De Cannenburch · de Cloese · Coldenhove · Culemborg · Dedinckweerd · Delwijnen · Didam · Diepenbroek · Hof te Dieren · Huis Dijck · Dikke Tinne · Doddendaal · Dodewaard · Doornenburg · Doornik · Doorwerth · Dooyenburg · Dorth · Doseburg · Drakenburg · Dreumel · Druten · Duivelshuis · Eerbeek · De Ehze · Elburg · Eldrik · Emmerik · Engelenburg · Groot Engelenburg · Engelrode · Enghuizen · Enspijk · De Essenburgh · Essenpas · Est · Fokkinck · Gameren · Geerestein · Geldermalsen · De Gelderse Toren · Geldersweerd · Gellicum · Gendt · Gennepestein · Glindhorst · Goudenstein · ‘s-Grevenhoef · Groot Hell · Groenlo · Groesbeek · Huis te Groesbeek · Grunsfoort · Gulden Spijker · Hackfort · Hackforts Veenhuis · Hagen · Hagevoort · Hamerden · Hanepol · Harreveld · Harslo · Hassink · Het Haveke · Hedel · Heeckeren · De Heegh · Hees · De Heest · Hellouw · Hemmen · Hernen · Motte van Hernen · Heumen · Heusden · Hoekelum · Hoekenburg · De Hoeve · De Hof · Hof d'Ooy · Hof van Arkel · Huis het Holt · Holthuis · Het Holtslag · Ter Horst · Houberg · St. Hubertus · Huissen · Hulhuizen · Hulkestein · Hulsen · Hunneschans bij De Duno · Hunneschans bij Uddel · Jonker Bloo · 't Joppe · De Kamp · Karssenberg · Kemnade · Keppel · Kermestein · Kernhem · Kervel · Kiefskamp · De Kinkelenburg · Klein Enghuizen · Kleverburg · Kortenhoeve · Laag Helbergen · Lakenburg · Landfort · Langen · Latenstein · De Lathmer · Lathum · Ter Lede · Leegpoel · Leemcuyl · Leeuwen · Leeuwenbergh · Lensenburg · Lent · Leur · Leuvenum · Leyenburg · Lichtenvoorde · Lievenstein · Loenen · Loevestein · Loil · Loowaard · Luynhorst · Hof te Maasbommel · Magerhorst · Malburgen · Malderburcht · Malsen · Manhorst · Marhulsen · De Marsch · Marveld · Mathena · Maurik · Medel · Medestein · 't Medler · Meinerswijk · De Mellard · Mensink · Mergelp · Meteren · 't Meyerink · Middachten · Millingen · Mussenberg · Nagelhorst · Nederhagen · Nederhemert · Neerijnen · Huis Neerijnen · De Nesch · Nettelhorst · Nieuwe Blokhuis ·  Nijburg · Nijenbeek · Old Putten · Notenstein · Nye Huis · Olde Spijker · Oldenaller · Oldenhof (Driel) · Oldenhof (Heteren) · De Ooij · Oolde · Oud Oolde · Oosterhout · Ophemert · Opijnen · Oud Ampsen · Oude Blokhuis · Het Oude Loo · Oude Voorst · Oudenborch · Oud-Wisch · Huis te Overasselt · Overeng · Overhagen · Overlaar · 't Oye · Palmestein · De Parck · Persingen · Plekenpol · Ploen · Pluimenburg · Poederoijen · Poelwijck · Poelwijk · De Pol (Dreumel) · Huis de Poll (Huis te Gietelo) · De Poll (Huissen) · Pollenbering · Pollenstein · Puttenstein · Het Raasink · Ravenhorst · De Rees · Ressen · Reuversweerd · Reygersfoort · Rhijnestein · Huis Rijswijk · Rode Toren · Roode Wald · Rosande · Rosendael · Rossum · Rumpt · Ruurlo · Rijsselt · Schadewijk · Schaffelaar · Scherpenzeel · Schoonbroek · Schoonderbeek · Schoonenburg · Schuilenburg · Schuilkerke · Hof te Seelbeek · Sevenaer I · Sevenaer II · Sinderen (Oude IJsselstreek) · Sinderen (Voorst) · Slangenburg · Sleeburg · Slimsijp · De Snor · Soelen · Spaansweerd · Spaldorp · Spijk · Staverden · Sterkenburg · Swanepol · Tarthorst · Teisterbant (Kerk-Avezaath) · Teisterbant (Kerkdriel) · Ter Dicke · Tolhuis · Tolhuis (Tiel) · Tollenburg · Tongerlo · Toren van Wely · Tuil · Ubbergen · Uilenburg (Ewijk) · Uilenburg (Heteren) · Ulenpas · Ulft · Upladen · Valburg · Valkhofburcht · Valkhofpalts · Vanenburg · Varik · Hof te Varsseveld · 't Velde · Velhorst · Verwolde · Vierakker · De Voorst · Voorstonden · Vorden · Vosbergen · Vredenburg · Vredestein (Driel) · Vredestein (Ravenswaaij) · Vuren · Waardenburg · Waddestein · Wadenoijen · Waede · Wageningen · Walfort · 't Waliën · De Wardt · Watergoor · Watermeerwijk · Wayenstein (Huis te Herwijnen) · Well (Huis van Malsen) · Weijenrade · Westenburg · Westerholt · Weurt · De Wiersse · Wijenburg (Echteld) · De Wildenborch · De Wildt · Wilp · Wilperhorst · Winssen · Wisch · Wychen · Wolfswaard · Woolbeek · Yrst · IJzendoorn · Zeeland · Zilveren Spijker · Zuilichem · Zwaluwenburg · Zwanenburg (Heerde) · Zwanenburg (Megchelen)